# Berlin (Harta)
Berlin – część wsi Harta w Polsce, położona w województwie podkarpackim, w powiecie rzeszowskim, w gminie Dynów.
W latach 1975–1998 Berlin administracyjnie należał do województwa przemyskiego